# Erich Wintermantel

Erich Wintermantel (ca. 1995)

Erich Wintermantel (* 3. Mai 1956 in Tuttlingen; † 3. Februar 2022) war ein deutscher Arzt und Ingenieur, der sich im Schwerpunkt mit der Entwicklung biokompatibler Implantate sowie Medizintechnik und Kunststofftechnik befasste. Von 2000 bis 2016 war er Ordinarius für Medizintechnik der Technischen Universität München.

## Biografie
Wintermantel wuchs in seiner Geburtsstadt Tuttlingen auf und machte 1975 das Abitur. Nach seinem Medizinstudium an der Eberhard-Karls-Universität Tübingen war er wissenschaftlicher Mitarbeiter der kanadischen University of Western Ontario in London (Ontario), der University of California, Los Angeles, der Université de Montréal und der Universität Paul Sabatier in Toulouse. Seine klinische Ausbildung absolvierte er an verschiedenen Universitätskliniken in den Fachbereichen der Neurochirurgie, Abdominal- und orthopädischen Chirurgie, bevor er 1986 als Wissenschaftlicher Adjunkt/Lehrbeauftragter für Biomaterialien und medizinische Implantate an die Eidgenössische Technische Hochschule Zürich ging, wo er sich 1991 habilitierte und zum Privatdozenten ernannt wurde. Es folgte 1992 die Ernennung zum außerordentlichen und 1995 zum ordentlichen Professor für Biokompatible Werkstoffe und Bauweisen. Zuvor war er zwei Jahre am Massachusetts Institute of Technology (MIT) in der Arbeitsgruppe von Robert Langer, Department of Chemical Engineering in der Entwicklung abbauberer Polymerer und Medikamenten-Freisetzungssystemen, tätig. Er leitete als Institutsvorsteher von 1995 bis 2000 das Institut für Konstruktion und Bauweisen der ETH Zürich und befasste sich dabei intensiv mit Faserverbundtechnologien.
Von 2000 bis 2016 war Wintermantel Ordinarius für Medizintechnik an der Fakultät für Maschinenwesen der Technischen Universität München. Er gründete im gleichen Jahr das Zentralinstitut für Medizintechnik der TU München (ZIMT) und richtete gemeinsam mit 60 Dozenten von neun Fakultäten der TU München den ersten Masterstudiengang für Medizintechnik einer wissenschaftlichen Hochschule in Deutschland ein. Im Jahr 2003 gründete er die ITEM GmbH als Technologietransfergesellschaft und als Partner des Zentralinstitutes. Sein heutiger Arbeitsschwerpunkt sind Verfahrenstechniken für Biokompatible Werkstoffe, ihre Anwendungen in Implantaten und die Entwicklung der Kunststofftechnik für die Life Sciences. Er ist Herausgeber und Autor eines Standardwerkes der Medizintechnik.
2008 belegte Wintermantel im Wettbewerb „Professor des Jahres“ der UNICUM Stiftung gGmbH den dritten Platz in der Kategorie Ingenieurwissenschaften und Informatik. 2010 erhielt er für die Vorlesung „Grundlagen Medizintechnik: Biokompatible Werkstoffe I“ die Auszeichnung „Goldene Lehre“ der Fachschaft Maschinenbau für die beste Vorlesung im Hauptstudium des Maschinenwesen an der TU München.
2013 erhielt Erich Wintermantel den Dr.-Richard-Escales-Preis 2013, verliehen durch den Carl Hanser Verlag anlässlich der weltgrößten Kunststoffmesse K2013, Düsseldorf. Der Dr.-Richard-Escales-Preis wird als Medienpreis alle drei Jahre für außergewöhnliche Leistungen in der Vermittlung kunststofftechnischen Fachwissens vergeben. Prof. Wintermantel erhielt den Preis für die einzigartige Kommunikationsleistung zwischen den Fachgebieten der Medizin und Kunststofftechnik.
Seit Mai 2014 war Wintermantel Mitglied des Zukunftsrats der Bayerischen Wirtschaft (vbw).
Wintermantel verstarb unerwartet am 3. Februar 2022.

## Schriften
- Erich Wintermantel, Suk-Woo Ha: Biokompatible Werkstoffe und Bauweisen. Implantate für Medizin und Umwelt. Springer, Berlin 1996; 2. Auflage 1998; 3. Auflage: Medizintechnik mit biokompatiblen Werkstoffen und Verfahren. 2002; 4. Auflage: Medizintechnik. Life Science Engineering: Interdisziplinarität, Biokompatibilität, Technologien, Implantate, Diagnostik, Werkstoffe, Zertifizierung, Business. 2008; 5. Auflage 2009, ISBN 978-3-540-93935-1.